# Kurt (stacja meteorologiczna)

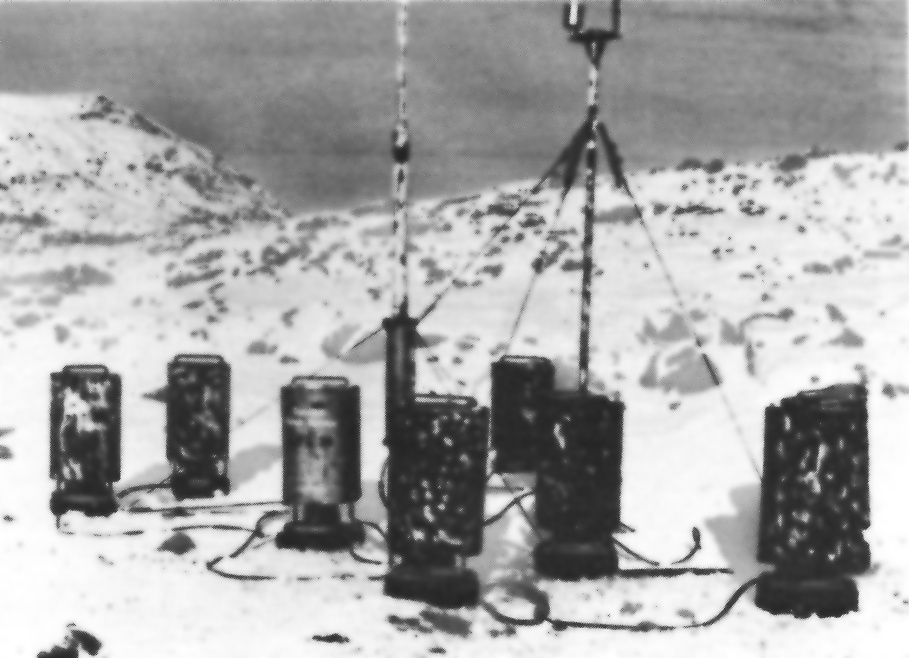
Stacja meteorologiczna Kurt na półwyspie Hutton, 22 października 1943 roku

Kurt (niem. Wetter-Funkgerät Land-26, WFL-26 lub Wetterstation Kurt) – niemiecka automatyczna stacja pogodowa założona w 1943 roku na półwyspie Hutton na północy Labradoru, przez załogę U-Boota U-537.
Instalacja stacji była jedyną niemiecką operacją wojskową przeprowadzoną w Ameryce Północnej podczas II wojny światowej. Została odkryta w 1977 roku.

## Tło
W czasie II wojny światowej dokładne dane meteorologiczne miały istotne znaczenie dla planowania i prowadzenia działań wojennych. Ponieważ jednak na półkuli północnej masy powietrza przemieszczają się zwykle z zachodu na wschód, przewagę mieli alianci. Ich sieć stacji meteorologicznych ulokowanych w Ameryce Północnej, Grenlandii i na Islandii pozwalały sporządzać dokładniejsze prognozy pogody od Niemców. Z kolei niemieccy meteorolodzy opierali się na raportach pogodowych wysłanych przez U-Booty i statki meteorologiczne operujące na północnym Atlantyku. Posiadali również raporty ze stacji pogodowych znajdujących się w odległych częściach Arktyki i odczyty zbierane nad Atlantykiem przez specjalnie wyposażone samoloty meteorologiczne. Jednakże statki i część stacji zostało zniszczonych przez aliantów już na początku wojny. Z kolei dane z samolotów były niekompletne, ponieważ miały ograniczony zasięg i były podatne na ataki. Podobna sytuacja była z U-Bootami, ponieważ wysyłane przez nie raporty pogodowe przerywały ciszę radiową i narażały na ryzyko zlokalizowania przez aliantów.

## Budowa
Niemcy w celu pozyskania dokładniejszych informacji meteorologicznych opracowali automatyczną stację pogodową, Wetter-Funkgerät Land (WFL), którą zaprojektowali dr Ernst Ploetze i Edwin Stoebe. WFL posiadała szereg przyrządów pomiarowych, system telemetrii i 150-watowy nadajnik krótkofalowy typu Lorenz. Stacja składała się z dziesięciu cylindrycznych pojemników o średnicy od 1 do 1,5 m i wadze około 100 kilogramów. Jeden z pojemników zawierał instrumenty pomiarowe i był przymocowany do 10-metrowego masztu antenowego. Z kolei na drugim, krótszym maszcie znajdował się wiatrowskaz i wiatromierz. Pozostałe pojemniki zawierały baterie niklowo-kadmowe zasilające system. W przypadku wyczerpania się jednej z nich automatycznie włączała się kolejna. Stacja co trzy godziny wysyłała odczyty podczas dwuminutowej transmisji na częstotliwości 3940 kHz. W zależności od liczby pojemników z bateriami mogła działać do sześciu miesięcy. Dwadzieścia sześć tego typu urządzeń wyprodukowały zakłady Siemensa.

## Historia

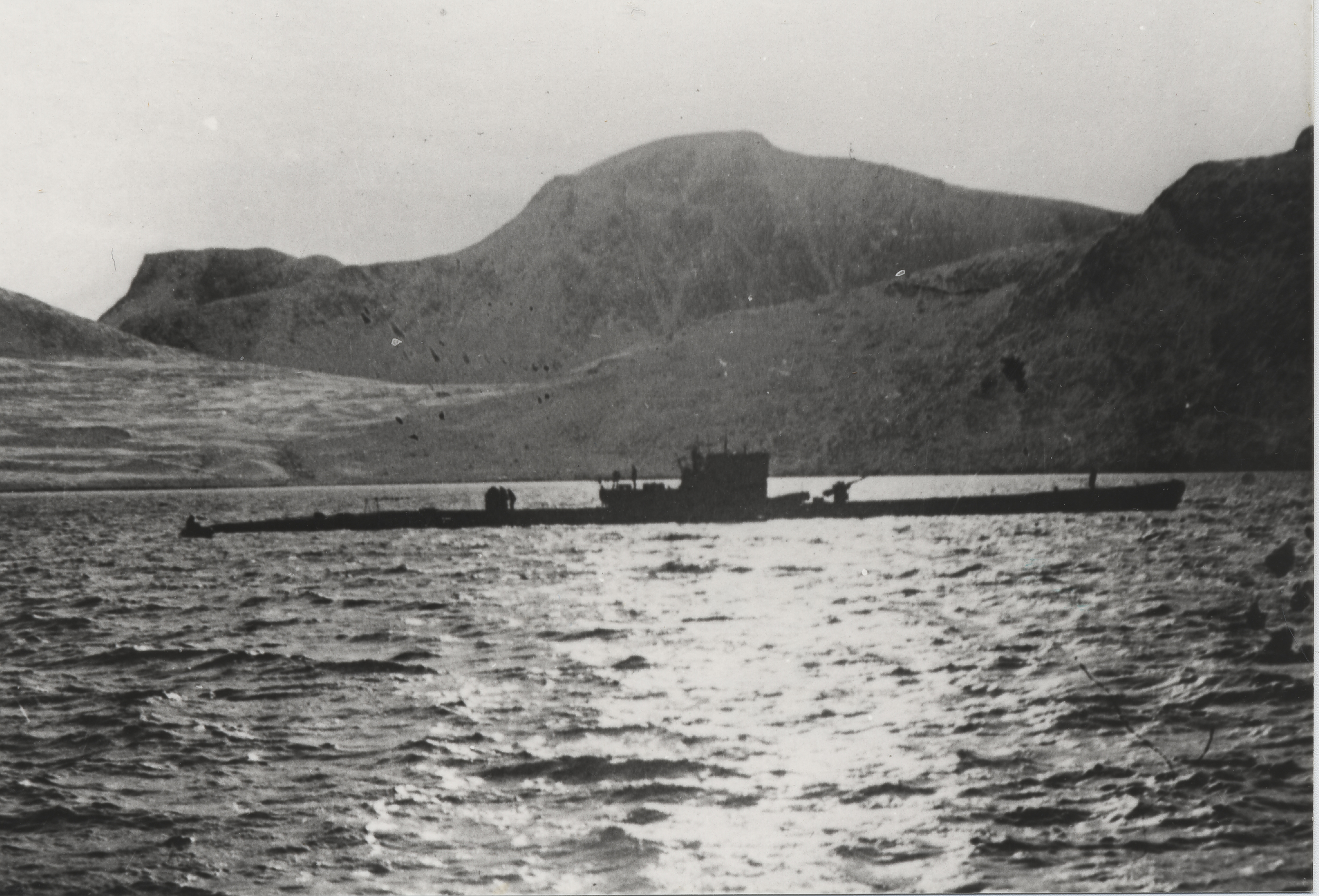
Okręt U-537 w zatoce Martin Bay na Labradorze, 22 października 1943 roku

Czternaście stacji zostało rozmieszczonych w regionach arktycznych i subarktycznych (Grenlandia, Wyspa Niedźwiedzia, Spitsbergen i Ziemia Franciszka Józefa), a pięć rozmieszczono wokół Morza Barentsa. Dwie natomiast były przeznaczone do ulokowania w Ameryce Północnej. Zadanie to powierzono załogom okrętów podwodnych U-537 i U-867, ale drugi z nich został zatopiony przez brytyjskie lotnictwo we wrześniu 1944 roku.
Natomiast U-537, 18 września 1943 roku, dowodzony przez kapitana Petera Schrewe, wyruszył z Kilonii w Niemczech i skierował się na Atlantyk. Po drodze U-Boot trafił na sztorm, który poważnie go uszkodził, przez co okręt nie mógł się zanurzyć i stał się podatny na ataki alianckiego lotnictwa. Mimo to 22 października dotarł do północno-wschodniego wybrzeża Labradoru i skierował do zatoki Martin Bay. Na półwyspie Hutton zwiadowcy w ciągu godziny wytypowali miejsce do ulokowania stacji, którą umieszczono na wzgórzu, ok. 400 m od brzegu. Jej instalacją zajął się meteorolog dr Kurt Sommermeyer wraz ze swoim asystentem Walterem Hildebrantem oraz dziesięcioma marynarzami. Pozostała część załogi rozpoczęła w tym czasie naprawę okrętu. Po 28 godzinach pracę zakończono. Gdy upewniono się, że wszystko działa, okręt odpłynął do Lorient we Francji.
W celu zmylenia aliantów, w przypadku odkrycia stacji, rozrzucono w okolicy puste opakowania po amerykańskich papierosach i zapałkach oraz guziki z mundurów. Ponadto na jednym z pojemników umieszczono napis sugerujący, iż stacja jest własnością Canadian Meteor Service. Instytucja taka nigdy jednak w Kanadzie nie istniała. Ponadto obszar, na którym ulokowano stację był częścią Dominium Nowej Fundlandii i do 1949 roku nie był częścią Kanady. 
Stacja działała tylko przez miesiąc, zanim z nieznanych powodów uległa trwałej awarii. Wcześniej na jej częstotliwości pojawiły się zagłuszenia, lecz nie ma dowodów wskazujących na to, że alianci dowiedzieli się o jej istnieniu. 

## Odkrycie stacji

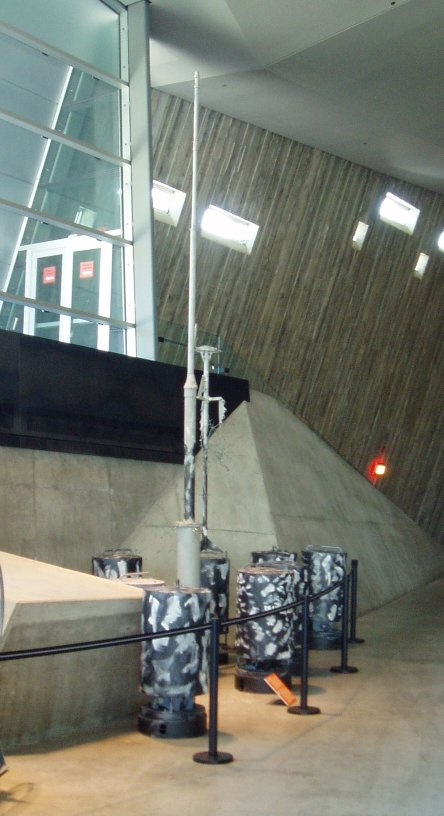
Stacja Kurt w Kanadyjskim Muzeum Wojny

Instalacja pozostawała zapomniana do 1977 roku, kiedy to geomorfolog Peter Johnson natknął się na nią podczas swoich badań w okolicy. Sądząc, że to kanadyjska instalacja wojskowa, nie zwrócił na nią większej uwagi i nazwał ją „Martin Bay 7”.
Mniej więcej w tym samym czasie emerytowany inżynier Siemensa, Franz Selinger, który pisał o historii firmy, przejrzał papiery Sommermeyera i dowiedział się o istnieniu stacji. Wśród dokumentów znalazł fotografie stacji meteorologicznej i U-Boota, które nie pasowały do innych instalacji, jakie udało mu się wcześniej zidentyfikować na Grenlandii i Svalbardzie. Ustalił jedynie, że przedstawiają wybrzeże Labradoru. Dopiero z pomocą Jürgena Rohwera, historyka wojskowości i profesora historii na Uniwersytecie w Stuttgarcie oraz syna dr Sommermeyera zidentyfikował U-537 oraz odnalazł jego dziennik pokładowy w archiwum we Fryburgu.
W 1980 roku skontaktował się z historykiem z kanadyjskiego Departamentu Obrony Narodowej Williamem Alexandrem Binnym Douglasem, który rok później udał się na miejsce wraz z kanadyjską strażą przybrzeżną. Zastał tam wciąż stojącą stację, choć pojemniki były otwarte, a elementy porozrzucane. 
Stację przywieziono do Ottawy i umieszczono w Kanadyjskim Muzeum Wojny.